# Eryck Abecassis
Pour les articles homonymes, voir Abécassis.
 (janvier 2016).
Si vous disposez d'ouvrages ou d'articles de référence ou si vous connaissez des sites web de qualité traitant du thème abordé ici, merci de compléter l'article en donnant les références utiles à sa vérifiabilité et en les liant à la section « Notes et références ».
 (janvier 2021).
La mise en forme du texte ne suit pas les recommandations de Wikipédia : il faut le « wikifier ».
Les points d'amélioration suivants sont les cas les plus fréquents. Le détail des points à revoir est peut-être précisé sur la page de discussion.
- Les titres sont pré-formatés par le logiciel. Ils ne sont ni en capitales, ni en gras.
- Le texte ne doit pas être écrit en capitales (les noms de famille non plus), ni en gras, ni en italique, ni en « petit »…
- Le gras n'est utilisé que pour surligner le titre de l'article dans l'introduction, une seule fois.
- L'italique est rarement utilisé : mots en langue étrangère, titres d'œuvres, noms de bateaux, etc.
- Les citations ne sont pas en italique mais en corps de texte normal. Elles sont entourées par des guillemets français : « et ».
- Les listes à puces sont à éviter, des paragraphes rédigés étant largement préférés. Les tableaux sont à réserver à la présentation de données structurées (résultats, etc.).
- Les appels de note de bas de page (petits chiffres en exposant, introduits par l'outil «  Source ») sont à placer entre la fin de phrase et le point final[comme ça].
- Les liens internes (vers d'autres articles de Wikipédia) sont à choisir avec parcimonie. Créez des liens vers des articles approfondissant le sujet. Les termes génériques sans rapport avec le sujet sont à éviter, ainsi que les répétitions de liens vers un même terme.
- Les liens externes sont à placer uniquement dans une section « Liens externes », à la fin de l'article. Ces liens sont à choisir avec parcimonie suivant les règles définies. Si un lien sert de source à l'article, son insertion dans le texte est à faire par les notes de bas de page.
- La présentation des références doit suivre les conventions bibliographiques. Il est recommandé d'utiliser les modèles {{Ouvrage}}, {{Chapitre}}, {{Article}}, {{Lien web}} et/ou {{Bibliographie}}. Le mode d'édition visuel peut mettre en forme automatiquement les références.
- Insérer une infobox (cadre d'informations à droite) n'est pas obligatoire pour parachever la mise en page.

Pour une aide détaillée, merci de consulter Aide:Wikification.
Si vous pensez que ces points ont été résolus, vous pouvez retirer ce bandeau et améliorer la mise en forme d'un autre article.
Eryck Abecassis est un compositeur français né le 26 octobre 1956 à Alger.    

## Biographie

### Enfance et études
Eryck Abecassis est né le 26 octobre 1956 à Alger.
Il s’installe à Paris en 1979 pour y entreprendre des études de cinéma, parallèlement à une activité de photographe. En 1980, il se tourne définitivement vers la musique et joue de la basse, puis de la guitare électrique, dans plusieurs formations rock et jazz avant de s'intéresser plus spécifiquement à la composition. Il participe alors aux ateliers de recherche instrumentale de l’IRCAM où il suit plus tard le cursus d’informatique musicale, et étudie auprès de Julien Falk l'harmonie, le contrepoint et la composition. 

### Carrière
Compositeur pour le cinéma et la télévision, il est l'auteur de nombreuses bandes originales. Ses collaborations, du cinéma à la scène et au théâtre de rue, ont eu pour conséquence le développement d’un style en marge des courants traditionnels et d’une certaine forme contemporaine établie - un regard nourri d’autres pratiques, écoutes, habitudes de représentation, et le refus de l'académisme moderne.
Son travail s’oriente parfois vers les espaces publics - ville, rues, friches, banlieues, paysages - avec une volonté permanente du renouvellement des habitudes d’écoute et des modes de représentation. Ces créations « décentrées » peuvent prendre diverses formes - parcours, performance, installation, opéra - et ont pour visée la transformation du spectateur en un véritable habitant de l'œuvre musicale.
Sa carrière de musicien électronique soliste l’emmène dans de nombreux pays dont l'Australie (Sydney Opera House), la Corée du sud, le Brésil, l’Autriche, l'Allemagne, l’Italie, l‘Espagne, la Slovénie, l'Inde (India Art Fair) ainsi que la Pologne et les Pays-Bas. 
Eryck Abecassis a obtenu des commandes émanant, entre autres, de Radio France, du Collège International de Philosophie, du Gmem, de Grame, Césaré, La Muse en Circuit, de l’Ina-Grm, de l’État français. 
Ses pièces ont été jouées par des ensembles musicaux comme Accroche-note, Ensemble 2e2m, le trio Aller-Retour, Insieme, l’Octuor de violoncelles, le trio Equinoxe, l’ensemble Fa, l’EOC, le Quatuor Diotima, Ars Nova. 
Il a été Lauréat du programme Hors les murs de l'Institut français en 2011 pour son projet sur Safety First. 

## Filmographie

### Cinéma
- 2004 : Let The Wind Blow de Partho Sen-Gupta
- 2014 : The Stranger de Neasa Ní Chianáin
- 2014 : Sunrise de Partho Sen-Gupta
- 2016 : School Life de Neasa Ní Chianáin
- 2018 : Slam de Partho Sen-Gupta
- 2019 : La Francisca, una juventud chilena de Rodrigo Littoriaga
- 2019 : Alexander Complex de Neasa Ní Chianáin
- 2020 : À L'ombre des Arbres de Mathias Rojas Vanlencia

### Télévision (fictions)
- 1997 : Souhaitez-moi bonne chance de Jérôme Boivin
- 1998 : La course de l’escagot de Jérôme Boivin
- 1999 : Stress de Jérôme Boivin
- 2001 : Quatre copains de Stéphane Kurc
- 2003 : Jusqu’au bout de la route de Jérôme Boivin

### Télévision (documentaire)
- 1997 : Caravage
- 2000 : Qu’est-ce qu’habiter de Michel Quinejure
- 2000 : Shigeru Ban, architecte de l’urgence de Michel Quinejure
- 2002 : Ming artiste Brigand de Michel Quinejure
- 2005 : Ming, le retour à Shangaï de Michel Quinejure
- 2006 : Baie des songes de Michel Quinejure
- 2006 : La Galerie des Glaces mise à nue de Michel Quinejure
- 2012 : Chasseurs sur une île flottante de Michel Quinejure
- 2014 : Sur la route des blockhaus de Michel Quinejure
- 2015 : Les Moissonneurs de la Baie de Michel Quinejure
- 2019 : Yann Pei-Ming, de Ornans à Shangaï de Michel Quinejure
- 2020 : Big Pharma, labos tout-puissants de Luc Hermann et Claire Lasko
- 2020 : Roubaix, la nouvelle face du Pile de Ghislaine Buffard

### Spots publicitaires
- BMW
- Panzani
- Murano
- Vichy Saint-Yorre
- Lu
- Mikado
- Axxion
- hymne PriceWaterHouseCooper
- EDF

## Catalogue - œuvres personnelles
- 1985 : Prélude à Tzin Tzoom - trombone, tuba, cor en fa, et deux magnétophones
- 1988 : Les Carnets de Junko - marimba, violoncelle
- 1994 : Calendar I et II - soprano, violoncelle, clarinette basse
- 1995 : Horde - huit guitares électriques enregistrées
- 1996 : 
  - Kammerzirkus - 17 instruments
  - Buzzy Hands - harpe
- 1997 :
  - Kobe in Venezia - octuor de violoncelles
  - Masques  - flûte et violoncelle
  - Si peu noires sont nos nuits - voix de femme et petit ensemble
- 1998 : 
  - Blind - soprano, mezzo soprano, clarinette, clarinette basse, violoncelle
  - EL Jargongora - soprano et clarinette
- 1999 : 
  - La Nuit où les poissons sortirent de l'eau - marimba, clarinette basse
  - Précautions d'Emploi - mezzo soprano, piano, flûte et échantillonneur
  - Le Vol de Lilith - clavecin amplifié et ensemble
- 2002 : Straps - six instruments et dispositif électronique
- 2004 : Creux  - violon, violoncelle, accordéon
- 2005 : 
  - Phaz 1 - quatuor à cordes
  - Mondes Dérangés - pièce électroacoustique 10 pistes
  - Sinu - O - ordinateur solo
  - WangD - guitare électrique et ordinateur solo
- 2006 : 
  - squaT - violoncelle, trombone, ensemble et ordinateurs
  - Mondes Jetés - électroacoustique
  - Phaz 2 - quatuor à cordes et dispositif de synthèse spatialisé
- 2008 : Drowning report - pour l'ensemble Kernel (laptop trio)
- 2009 :
  - Wolkenloch - pour violoncelle et laptop (commande l'état)
  - RedTorsion - pour percussion et laptop
  - Sh-An - pour laptop solo (Ina GRM)
- 2010 : Resonant Doom - Guitare double-manche et bi-processeur
- 2015 : Ilumen - 7 pièces électroniques (Entr'acte label)

## Spectacles, installations
- 1999 : La Cage, opéra sur un texte de Christophe Tarkos, avec le collectif Insieme (Clara Maïda, Thierry Aué)
- 2003 : Poupées - Fantômes  pour percussions, piano, vidéo et ordinateur
- 2004 : Psychomuz II - 3 trompettes, 3 trombones, sirène de ville et bande électroacoustique huit pistes
- 2007 : St Ferréol [Waves] - 250 musiciens traversés par une vague sonore dans une rue de 450 mètres de long
- 2009 : KLOCH! - pour 150 musiciens, 40 guitares électriques, 5 clochers préparés, 5 voitures tuning, 3 comédiens - création : Fête de la musique Poitiers.
- 2013 : Safety First, opera (co-production Césaré Cncm, Opéra de Reims)
- 2018 : MACADAM ANIMAL - théâtre musical - Olivia Rosenthal & Eryck Abecassis